# Eissporthalle Rödermark
Die Eissporthalle Rödermark war eine Eissporthalle im Stadtteil Ober-Roden der hessischen Stadt Rödermark. Es wurde zwischen 1979 und 1989 als Eissporthalle und von 1989 bis 1992 als Rollschuhhalle betrieben. Ab 1993 wurde sie als Großdiskothek genutzt.

## Geschichte
Die Halle wurde von zwei Ober-Rödern, dem Bauträger Wendelin Stallmayer sowie Baustoffhändler Rainer Franz Gotta in der Bauzeit von nur 14 Wochen für 3,5 Mio. DM erbaut, am 29. Dezember 1979 in Betrieb genommen und am 21. März 1980 offiziell eröffnet. Sie war zum Eröffnungszeitpunkt die einzige Eissporthalle im gesamten Rhein-Main-Gebiet. Sie besaß eine Haupteisfläche in der Größe eines Eishockeyfeldes (ca. 1.800 m²), die von 1.890 Zuschauerplätzen (davon 1.500 Steh- sowie 390 Sitzplätzen) umgeben war. Ferner beherbergte die Anlage eine Pistenbar „Iglu“ mit integrierter Kegelbahn im Untergeschoss sowie ein Restaurant „Rutschbahn“ im Erdgeschoss auf 250 m² Fläche. Auf der Länge von 20 Kilometern wurden Kühlrohre verlegt, durch die das Kältemittel Ammoniak die Kunsteisbahn dauerhaft frostete.
Die Halle diente neben dem Publikumsverkehr auch zahlreichen Veranstaltungen der Eissport-Sparte der Frankfurter Eintracht sowie dem ERC Rödermark. Auch die Hessischen Meisterschaften im Eiskunstlaufen am 21. und 22. Februar 1981 fanden in der Eissporthalle Rödermark statt.
Nachdem die Besucherfrequenz infolge der Errichtung städtisch betriebener Eissporthallen in Frankfurt am Main, Darmstadt und Aschaffenburg im Umkreis stark abfiel, wurde die Halle 1987 zwangsversteigert und Alleineigentümer Wendelin Stallmayer betrieb sie bis 1989 weiter. Ab 1989 stellte er den Eislaufbetrieb ein und verpachtete die Halle als Rollschuhbahn. Im August des Jahres 1992 verkaufte er die gesamte Immobilie an den Frankfurter Gastronomen Bruno Faust, der nach einer einjährigen Umbauphase am 30. September 1993 die Großdiskothek Paramount Park eröffnete. Dort legte von 1993 bis 1998 DJ und Musikproduzent Ulli Brenner Platten auf. Nach dessen Schließung 2002 waren mehrere Diskotheken in dem Gebäude untergebracht, bis der größte Teil der Örtlichkeit in der Nacht vom 26. auf den 27. Dezember 2006 abbrannte. Der reguläre Diskobetrieb wurde schließlich Anfang des Jahres 2009 eingestellt. Die Halle wurde kurz nach dem Brand abgerissen, es besteht heute nur noch der vordere Mauerwerksbau.

## Bauweise
Die Eislauffläche wurde von einer Leimbinderkonstruktion, die an der Firstseite 10 Metern maß, an der Traufseite eine Höhe von 5 Metern erreichte, überspannt. Die Wirtschafts,-Restaurant- und Mannschaftsräume sowie die Kegelbahn und die Personalräume wurden in einem Mauerwerksbau mit Porotonziegeln und Hohlblocksteinen in einer Mischbauweise erstellt, die mit Stahlbeton-Massivdecken ausgesteift wurden. Dieser Bau war 2-geschossig.
Die Eislauffläche wurde mit einem sogenannten Vakuumbeton gegossen, der den Anforderungen an extreme Dichte, hohe Festigkeit, starke Frostbeständigkeit sowie geringem Schwindmass genügte. Insgesamt wurden 20.000 Meter Kühlrohre verlegt, zwei Kompressoren pumpten in einer zur damaligen Zeit modernen Ein-Kreis-Kompaktanlage die Kühlflüssigkeit durch das Rohrsystem.
Die Halle wurde Richtung Norden mit einem riesigen Glasgiebel versehen, der es den Besuchern auf dem Eis ermöglichte, in die freie Natur zu sehen. Man verfolgte das Ziel, dass sich die Besucher auf dem Eis sozusagen mit der Natur verbunden fühlten, wie auf einer Natureisbahn.

## Veranstaltungen
Durch die zahlreichen Publikationen der regionalen und überregionalen Presse über die erste Eissporthalle im Rhein-Main-Gebiet wurde nach kurzen Verhandlungen mit den Verantwortlichen der Eishockeyabteilung der Eintracht Frankfurt für die kommenden Meisterschaftsspiele Verträge geschlossen. Das erste Spiel am 12. Januar 1980 fand zwischen Frankfurt und dem GSV Moers statt.
Am 10. März 1980 wurde die neueröffnete Halle im hessischen Fernsehen in der Sendung Sportkalender durch den Sportmoderator Herbert Kranz vorgestellt.
Bei der Einweihung am 21. März 1980 gastierte zahlreiche Prominenz auf dem Eis in Ober-Roden: Lothar Emmerich, Wolfgang Fahrian, Conny Jackel, Sabine Ebbing, Birgit Berdux, Peter Schulz, Jürgen-Dieter Rehahn, Alfred Seeger sowie die Eisläuferin Carmen Hartfiel aus Ober-Roden.
Das Vorbereitungstraining für ihre Holiday-On-Ice-Revue 1981 absolvierten Marika Kilius und Hans-Jürgen Bäumler in der Eissporthalle in Rödermark.
Am 2. März 1988, ein Jahr bevor Alleineigentümer Wendelin Stallmayer nach der Rückersteigerung der Halle den Eissportbetrieb wegen des dauerhaft defizitären Betriebs endgültig einstellte, organisierte Rainer Franz Gotta die Internationale Eis-Gala 1988. Profi-Stars, wie Norbert Schramm, Denise Biellmann, Jozef Sabovčík, Tracey Wainman, Marianne van Bommel, Wayne Deweyert und Cornelia Tesch waren auf dem Eis in Ober-Roden zu sehen. Dies war die letzte Großveranstaltung in der Eissporthalle Rödermark.